# Figueira (Lamego)
Figueira is een plaats (freguesia) in de Portugese gemeente Lamego en telt 421 inwoners (2001).